# Pave Pius 8.
Pave Pius 8. (20. november 1761 – 30. november 1830) var pave fra år 1829, hvor han blev valgt, frem til sin død i 1830.
| Efterfulgte: Leo 12. | Pave 1829-1830 | Efterfulgtes af: Gregor 16. |

1. ↑  Navnet er anført på engelsk og stammer fra Wikidata hvor navnet endnu ikke findes på dansk.